# 大崎町 (和歌山県)
大崎町（おおさきちょう）は、和歌山県海草郡にあった町。現在の海南市下津町の北西部、紀伊水道の沿岸にあたる。
本項では町制前の名称である大崎村（おおさきむら）についても述べる。

## 地理
- 海洋：紀伊水道
- 島嶼：弁天島
- 山岳：高通山
- 河川：加茂川
- 岬：荒崎、青石鼻、金山崎

## 歴史
- 1889年（明治22年）4月1日 - 町村制の施行により、海部郡大崎浦・方村・丁村・丸田村・黒田村の区域をもって大崎村が発足。
- 1896年（明治29年）4月1日 - 郡の統合により大崎村の所属郡が海草郡に変更[1]。
- 1953年（昭和28年）2月1日 - 大崎村が町制施行して大崎町となる。
- 1955年（昭和30年）2月1日 - 下津町・塩津村・加茂村・仁義村と合併し、改めて下津町が発足。同日大崎町廃止。

## 交通

### 鉄道路線
- 日本国有鉄道
  - 紀勢西線（現・紀勢本線）
    - 加茂郷駅

### 道路
- 国道170号（現・国道42号）